# Zjednoczenie Robotniczo-Chłopskie
Zjednoczenie Robotniczo-Chłopskie (ZR-Ch) – konspiracyjna organizacja działająca w latach 1940-1942 na Kielecczyźnie, założona w maju 1940 w Ostrowcu Świętokrzyskim z inicjatywy byłych członków KPP Józefa Jarosza, Józefa Faleckiego, Mieczysława Głogowskiego, Stanisława Parysa i Lucjana Środę, do której obok komunistów wchodzili radykalni działacze ludowi i socjaliści. Jej głównym zadaniem było organizowanie sabotażu w fabrykach zbrojeniowych (m.in. w Ostrowcu i Skarżysku), walka z okupantem i walka o sprawiedliwość społeczną. Wkrótce organizacja ta rozszerzyła swą działalność na teren powiatów iłżeckiego, radomskiego i kieleckiego. W 1941 r. przy ZR-Ch powstał oddział partyzancki, złożony głównie z byłych jeńców radzieckich, którzy uciekli z niemieckiej niewoli. W lipcu 1941 r. powstał w powiecie opatowskim partyzancki oddział Zjednoczenia Robotniczo-Chłopskiego. Dowódcą oddziału był żołnierz Hubala – Aleksander Wiśniewski ps. „Olek”. Inny oddział partyzancki tego samego Zjednoczenia  przeprowadził w tym samym czasie pierwszą akcję kolejową. Na trasie Skarżysko-Radom wykolejono pociąg hitlerowski wiozący sprzęt wojenny. W 1942 jej członkowie wstąpili do Polskiej Partii Robotniczej.